# Amphineurus patya
Amphineurus patya är en tvåvingeart som beskrevs av Günther Theischinger 1994. Amphineurus patya ingår i släktet Amphineurus och familjen småharkrankar. Inga underarter finns listade i Catalogue of Life.